# Tecnología de ADN recombinante

Las moléculas de ADN recombinante (ADNr) son moléculas de ADN formadas mediante métodos de laboratorio conocidos como recombinación genética (como lo son la clonación molecular) para juntar material genético de diversos medios, creando secuencias de ADN que no se encuentran de otra manera en el genoma. El ADN recombinante es posible gracias a que las moléculas de ADN de todos los organismos comparten la misma estructura química. Varían únicamente en la secuencia del nucleótido dentro de la estructura.

## Introducción
ADN recombinante es el nombre general de una pieza de ADN que ha sido creada por la combinación de, por lo menos, dos hebras. Las moléculas de ADN recombinante son, en muchas ocasiones, llamadas ADN quimérico, debido a que pueden estar hechos de material proveniente de dos especies diferentes, como la mítica quimera. Esta tecnología utiliza secuencias palindrómicas y conduce a la producción de extremos romos o protuberantes.
Las secuencias de ADN que son utilizadas en la construcción de ADN recombinante pueden ser originarias de cualquier especie. Por ejemplo, el ADN de las plantas puede ser unido al ADN bacterial, así como el ADN humano puede ser unido al ADN fúngico. Además, las secuencias de ADN que no se dan en la naturaleza pueden ser creadas por medio de síntesis química de ADN, y después incorporadas en moléculas recombinantes. Utilizando las tecnologías conocidas como ADN recombinante y ADN sintético, literalmente cualquier secuencia de ADN puede ser creada e introducida en cualquiera de los muy amplios rangos de organismos vivos.
Las proteínas que son resultado de la expresión de ADN recombinante dentro de células vivas son conocidas como proteínas recombinantes. Cuando el ADN recombinante que codifica para una proteína es introducido a un organismo huésped, la proteína recombinante no es forzosamente producida. [cita requerida] La expresión de proteínas foráneas requiere el uso de vectores de expresión especializada y frecuentemente necesita restructuramiento significativo llevado a cabo por secuencias codificadoras de foráneos. [cita requerida]
El ADN recombinante difiere de la recombinación genética en que sus resultados se obtienen con métodos artificiales en un tubo de ensayo, mientras que en la recombinación genética se obtienen con un proceso biológico natural que da como resultado una remezcla de secuencias de ADN que existen, esencialmente, en todos los organismos.

## Creación de ADN recombinante

La clonación molecular es un proceso de laboratorio usado para crear ADN recombinante. Es uno de los dos métodos más utilizados, junto con la reacción en cadena de la polimerasa (PCR), usada para dirigir la replicación de cualquier cadena de ADN específica escogida por el experimentador. La diferencia fundamental entre ambos métodos, es que la clonación molecular implica la replicación de ADN dentro de una célula viva, mientras que PCR replica el ADN en el tubo de ensayo, sin células vivas.
La formación de ADN recombinante requiere un vector de clonación, una molécula de ADN que se replica en una célula viva. Los vectores generalmente son derivados de plásmidos o virus, y representan segmentos relativamente pequeños de ADN que contienen señales genéticas necesarias para la replicación, así como elementos adicionales de conveniencia para insertar ADN foráneo, identificando células que contienen ADN recombinante y, cuándo y dónde sea apropiado, siendo capaz de expresar el ADN foráneo. El tipo de vector que se utilizará para clonación molecular depende en la elección del organismo huésped, el tamaño de ADN que será clonado y de la manera en la que el ADN foráneo será expresado. Los segmentos de ADN pueden ser combinados usando una gran variedad de métodos, como la restricción de clonación de enzima/ligasa o la Asamblea de Gibson.
En protocolos de clonación estándar, la clonación de cualquier fragmento de ADN implica esencialmente siete pasos: (1) Elección del organismo huésped y del vector de clonación, (2) Preparación del vector de ADN, (3) Preparación del ADN para clonación, (4) Creación del ADN recombinante, (5) Introducción del ADN recombinante en el organismo huésped, (6) Selección de organismos que contengan ADN recombinante, y (7) Proyecciones para clones con las inserciones del ADN deseado y con propiedades biológicas.
Los pasos anteriores están descritos con detalle en el artículo relacionado: (Clonación molecular).

## Expresión del ADN recombinante
Después del trasplante en el organismo huésped, el ADN foráneo contenido en la estructura del ADN recombinante puede o no ser expresado. Significa que el ADN puede ser simplemente replicado sin expresarse, o puede ser transcrito y traducido, causando que una proteína recombinante sea producida. Generalmente, la expresión de un gen foráneo requiere que la reestructura del gen incluya secuencias necesarias para producir una molécula de RNA mensajero (ARNm) que pueda ser usada por el aparato de traducción del huésped (e.g. promotor, señal de iniciación de traducción, y Ter. Cambios específicos en el organismo huésped pueden ser realizados para mejorar la expresión del gen ectópico. Además, se pueden requerir cambios también en las secuencias de codificación, para optimizar la traducción, hacer la proteína soluble, dirigir la proteína recombinante a su correcta localización celular o extracelular, y estabilizar la proteína de la degradación.

## Propiedades de organismos que contienen ADN recombinante
En la mayor parte de los casos, los organismos que contienen ADN recombinante aparentemente tienen un fenotipo normal. Esto significa que su apariencia, comportamiento y metabolismo son usualmente inalterados, y la única manera de demostrar la presencia de secuencias recombinantes es el examen del ADN, que normalmente se hace con el test de la reacción en cadena de la polimerasa (PCR). Hay excepciones significativas que serán discutidas abajo.
Si las secuencias de ADNr codifican un gen que está expresado, la presencia de ARN y/o de los productos de la proteína del gen recombinado pueden ser detectados, normalmente utilizando métodos como PCR o hibridación Western. Los cambios fenotípicos brutos no son normativos, a menos que el gen recombinante ha sido escogido y modificado para generar actividad biológica en el organismo huésped. Fenotipos adicionales que son encontrados incluyen toxicidad para el organismo huésped inducida por el producto del gen recombinante, especialmente si es sobre-expresado o expresado en células o tejidos inapropiados.
En algunos casos, el ADN recombinante puede tener efectos perjudiciales incluso cuando no está expresado. Un mecanismo por el que lo anterior sucede es la inactivación insercional, en el que la ADNr se inserta en el gen de la célula huésped. En ciertas ocasiones, los investigadores utilizan dicho fenómeno para "bloquear" genes para determinar su función biológica y su importancia. Otro mecanismo por el que la inserción de ADNr en el ADN cromosomal puede afectar la expresión del gen es por activación inapropiada de genes de células huésped que ya habían sido inexpresados. Lo anterior puede suceder, por ejemplo, cuando un fragmento de ADN recombinante que contiene un promotor activo llega a localizarse a lado del gen de una célula huésped previamente silenciado, o cuando una célula huésped que funciona para restringir la expresión genómica pasa por inactivación insercional por el ADN recombinante.

## Aplicaciones de la tecnología de ADN recombinante
El ADN recombinante es ampliamente utilizado en biotecnología, medicina y en investigación. Hoy en día, las proteínas recombinantes y otros productos resultantes de la utilización de la tecnología de ADN recombinante son encontrados esencialmente en cualquier farmacia occidental, en oficinas de doctores y veterinarios, laboratorios de pruebas médicas, y en laboratorios de investigación biológica. Además, los organismos que han sido manipulados usando tecnología de ADN recombinante, así como productos derivados de esos organismos, han encontrado su camino a diversas granjas, supermercados, gabinetes médicos en casa, e incluso a tiendas de mascotas, como aquellas que venden GloFish y otros animales modificados genéticamente.
La aplicación más común del ADN recombinante es en la investigación básica, en la cual la tecnología es de gran relevancia para la mayoría del trabajo que se está llevando a cabo en las ciencias biológicas y biomédicas. El ADN recombinante es utilizado para identificar, mapear y obtener la secuencia de genes, y determinar su función. La investigación de ADNr es utilizada para analizar la expresión de genes en las células de los individuos, y a través de los tejidos de organismos completos. Las proteínas recombinantes son ampliamente utilizadas como reactivos en experimentos de laboratorio y para generar investigaciones para examinar la síntesis de proteínas dentro de las células organismos.
Muchas aplicaciones adicionales del ADN recombinante son encontradas en la industria, producción de alimentos, medicina humana y veterinaria, agricultura, y en bioingeniería. Algunos ejemplos específicos son identificados abajo.
Quimosina recombinanteEncontrada en el cuajo, la quimosina es una enzima utilizada para la manufactura del queso. Fue el primer aditivo alimentario diseñado genéticamente que fue utilizado en el ambiente comercial. Tradicionalmente, los procesadores obtuvieron la quimosina del cuajo, una preparación derivada del cuarto estómago de los terneros que se alimentan de leche. Los científicos diseñaron una cepa (K-12) no patogénica de la bacteria E. coli para la producción a gran escala en el laboratorio de la enzima. Dicha enzima recombinante  producida por fermentación microbiana, estructuralmente idéntica a la enzima derivada del ternero, cuesta menos y es producida en cantidades abundantes. Hoy en día, cerca del 60% del queso duro de Estados Unidos está hecho con quimosina diseñada genéticamente. En 1990, la FDA le concedió a la quimosina el estado de "generalmente reconocida como segura" (GRAS), basado en información que mostraba que la enzima era segura.
Insulina humana recombinanteReemplaza casi completamente a la insulina obtenida de animales (e.j. puercos y ganado) para el tratamiento de diabetes (que requiere insulina). Una variedad de diferentes preparaciones de insulina recombinada se encuentra en uso extenso. La insulina recombinada es sintetizada insertando el gen de insulina humana en E. coli, o en levadura (saccharomyces cerevisiae) que luego produce insulina para uso humano.
Hormona del crecimiento humano recombinante (HGH, somatotropina)Administrada a pacientes cuya glándula pituitaria genera cantidades insuficientes para sostener un crecimiento y desarrollo normal. Antes de que la hormona recombinante estuviera disponible, la hormona para uso terapéutico era obtenida de las glándulas pituitarias de cadáveres, práctica insegura que conllevaba a que algunos pacientes desarrollaran la Enfermedad de Creutzfeldt–Jakob. La hormona recombinante eliminó dicho problema y ahora es utilizada terapéuticamente. También se ha hecho un mal uso de ella para mejorar el rendimiento de atletas entre otros casos. DrugBank entry
Factor de coagulación VIII recombinanteProteína de coagulación sanguínea administrada a pacientes con el desorden de sangrado conocido como hemofilia, quienes son incapaces de producir el factor de coagulación VIII en cantidades suficientes para mantener la coagulación sanguínea normal. Antes del desarrollo del factor de coagulación VIII recombinante, la proteína era obtenida mediante el procesamiento de grandes cantidades de sangre humana de múltiples donadores, lo cual conllevaba un riesgo muy grande de transmisión de enfermedades transmitidas por la sangre, como el VIH y la hepatitis B. DrugBank entry
Vacuna contra la hepatitis B recombinanteLa Hepatitis B es una infección controlada a través del uso de una vacuna de hepatitis B recombinante, la cual contiene una forma del antígeno de superficie del virus de la hepatitis B producido en células de levadura. El desarrollo de la vacuna recombinante fue importante y necesario ya que el virus de la hepatitis B, a diferencia de otros virus como poliovirus, no pueden ser cultivados in vitro. Vaccine information from Hepatitis B Foundation
Diagnóstico de infección con VIHCada uno de los tres métodos más utilizados para diagnosticar la infección de VIH ha sido desarrollada utilizando ADN recombinante. El test de anticuerpos (ELISA o western blot) utiliza una proteína de VIH recombinante para encontrar la presencia de anticuerpos que el cuerpo ha producido en respuesta a una infección de VIH. El test de ADN busca la presencia del material genético del VIH utilizando RT-PCR (Reacción en cadena de la polimerasa con transcriptasa inversa). El desarrollo de la prueba RT-PCR fue posible gracias a la clonación molecular y la secuencia de análisis del genoma del VIH. HIV testing page from US Centers for Disease Control (CDC)
Arroz doradoUna variedad recombinante de arroz que ha sido diseñado para expresar las enzimas responsables de la biosíntesis de caroteno. El arroz mencionado promete reducir la incidencia de la Deficiencia de vitamina A en la población mundial. El arroz dorado no se encuentra en uso, ya que sigue pendiente la resolución de los asuntos de regulación y de propiedad intelectual.
Cultivo resistente a herbicidaVariedades comerciales de importante cultivo agricultural (incluyendo soya, maíz, sorgo, canola, alfalfa y algodón) han sido desarrollados incorporando un gen recombinante que les da la capacidad de resistir el herbicida glifosato y simplifica el control de la hierba con la aplicación de glifosato. Dichos cultivos se encuentran en uso comercial en varios países.
Cultivos resistentes a insectosel Bacillus thuringeiensis es una bacteria que produce naturalmente una proteína con propiedades insecticidas. Esta bacteria ha sido aplicada a cultivos como estrategia para control de insectos por muchos años, práctica que ha sido extensamente adoptada en agricultura y jardinería. Recientemente, las plantas han expresado una forma recombinante de la proteína bacteriana, con lo cual se puede controlar efectivamente a algunos insectos predadores. Los asuntos ambientales con la utilización de los cultivos transgénicos no han sido resueltos aún.

## Historia del ADN recombinante
La idea del ADN recombinante fue propuesta por primera vez por Peter Lobban, un estudiante graduado del profesor Dale Kaiser en el Departamento de Bioquímica en la Escuela de Medicina de la Universidad de Stanford. Las primeras publicaciones describiendo la exitosa producción y la replicación intracelular del ADN recombinante aparecieron en 1972 y en 1973. La Universidad Stanford aplicó para una patente de Estados Unidos para el ADN recombinante en 1974, enlistando a los inventores: Stanley N. Cohen y Herbert W. Boyer; la patente fue concedida en 1980. La primera droga autorizada utilizando la tecnología de ADN recombinante fue la insulina humana, desarrollada por Genentech y autorizada por Eli Lilly and Company.

## Controversia
Científicos asociados con el desarrollo inicial de los métodos de ADN recombinante reconocieron que el potencial de tener indeseables y peligrosas propiedades era existente en los organismos con ADN recombinante. En la Conferencia del ADN recombinante en Asilomar en 1975, dichas preocupaciones fueron discutidas y una moratoria voluntaria de la investigación del ADN recombinante fue iniciada para experimentos que fueron considerados riesgosos. Dicha moratoria fue ampliamente observada hasta que Los Institutos Nacionales de Salud (USA) desarrollaron y emitieron directrices formales para el trabajo con ADNr. Hoy en día, las moléculas de ADNr y las proteínas recombinantes no son usualmente vistas como peligrosas. Sin embargo, permanecen inquietudes de algunos organismos que expresan el ADN recombinante, particularmente cuando dejan el laboratorio y son introducidos en el ambiente o en la cadena alimenticia. Las inquietudes son discutidas en los artículos de organismo genéticamente modificado y controversia sobre organismos modificados genéticamente.

### Más información
- Judson, Horace F. 1979. The Eighth Day of Creation: Makers of the Revolution in Biology. Touchstone Books, ISBN 0-671-22540-5. 2nd edition: Cold Spring Harbor Laboratory Press, 1996 paperback: ISBN 0-87969-478-5.
- Micklas, David. 2003. DNA Science: A First Course. Cold Spring Harbor Press: ISBN 978-0-87969-636-8.
- Rasmussen, Nicolas, Gene Jockeys: Life Science and the rise of Biotech Enterprise, Johns Hopkins University Press, (Baltimore), 2014. ISBN 978-1-42141-340-2.
- Rosenfeld, Israel. 2010. DNA: A Graphic Guide to the Molecule that Shook the World. Columbia University Press: ISBN 978-0-231-14271-7.
- Schultz, Mark and Zander Cannon. 2009. The Stuff of Life: A Graphic Guide to Genetics and DNA. Hill and Wang: ISBN 0-8090-8947-5.
- Watson, James. 2004. DNA: The Secret of Life. Random House: ISBN 978-0-09-945184-6.